# Guarea polymera
Guarea polymera là một loài thực vật thuộc họ Meliaceae. Loài này có ở Colombia và Ecuador.